# Eunidia multinigromaculata
Eunidia multinigromaculata là một loài bọ cánh cứng trong họ Cerambycidae.